# Nelson Casales
Nelson Casales – kubański zapaśnik w stylu klasycznym. Triumfator Igrzysk Ameryki Środkowej i Karaibów w 1990. Mistrz Ameryki Centralnej w 1990 roku.